# Arundinaria fargesii
Arundinaria fargesii är en gräsart som beskrevs av E.G.Camus. Arundinaria fargesii ingår i släktet Arundinaria och familjen gräs. Inga underarter finns listade i Catalogue of Life.